# Марк Квинтилий Вар
Марк Квинти́лий Вар (лат. Marcus Quinctilius Varus; умер после 403 года до н. э.) — римский политический деятель.
Происходил из рода Квинтилиев Варов. Согласно Капитолийским фастам, его отец и дед носили один и тот же преномен - Луций. 
О ранних годах жизни Марка в источниках упоминаний нет. В 403 году до н. э. Вар занимал должность военного трибуна с консульской властью вместе с семью коллегами: Эмилием Мамерцином, Гнеем Корнелием Косса, Аппием Клавдием, Крассом Инрегилленом и др. Во время своей каденции консулярные трибуны занимались осадой города Вейи. В то же время обеспечили невмешательство в эту войну других этрусских городов. В течение года продолжались многочисленные боевые столкновения, даже зимой. Впрочем они не принесли положительного результата римлянам. Это привело к конфликту с народными трибунами, которые считали, что таким образом патриции держат за пределами политической борьбы много воинов-плебеев. Только вылазка вейянцев привела к уменьшению напряжения конфликта. О непосредственной роли в трибунской деятельности того года самого Марка Квинтилия упоминаний нет. Предположительно он занимался обеспечением армии.